# Daniel Domingo i Montserrat
Daniel Domingo i Montserrat (Tortosa, Baix Ebre 1900 - Castelldefels, Baix Llobregat, 1968) fou un polític nacionalista i socialista català.

## Biografia
El 1916 marxà a París per enrolar-se amb els Voluntaris Catalans en la Primera Guerra Mundial. Influït per la Declaració Balfour de 1917, amb alguns voluntaris catalans va fundar els Voluntaris Catalans Nacionalistes. El 1918 els aconvertí en Legió Catalana i més tard en Comitè Nacional Català, amb seu a París, per tal d'aconseguir el suport del president dels Estats Units Woodrow Wilson a la causa catalana.
Després de la guerra, restà a París, treballà de periodista i mantingué contacte amb els dirigents d'Estat Català. El 1926 participà en els fets de Prats de Molló. El 1929 abandonà definitivament París per instal·lar-se a Barcelona on ingressà al Bloc Obrer i Camperol (BOC) el 1930. Fou el primer director de L'Hora (1930) i professor d'estadística a l'escola marxista del BOC. Els seus coneixements econòmics els aplicà a la Comissió d'Estudis Econòmics del BOC. Membre actiu de l'Ateneu Enciclopèdic Popular, en dirigí la sots-secció internacional de la Secció d'Estudis Polítics i Socials. Analitzà el sistema econòmic vigent a l'estat espanyol, amb els elements de producció feudal, capitalista i petit-burgesa, i el paper central del capital financer.
Fou secretari de l'Associació de Funcionaris de la Generalitat de Catalunya (1934) durant la presidència de Jaume Miravitlles i Navarra.
Després de la guerra civil espanyola, fou condemnat a mort. Indultat, marxà a França on s'enrolà a la Resistència. Detingut pels nazis, fou internat a un camp prop de Stuttgart fins a la fi de la Segona Guerra Mundial. De nou a França s'hi dedicà al periodisme. El 1950 marxà a Madrid on es dedicà a la importació de films i a fer traduccions, fins que es retirà a Castelldefels, on va morir. Fou pare del periodista gastronòmic Xavier Domingo.

## Obres
- La dictadura del capitalismo (1932)